# Panhard & Levassor CS

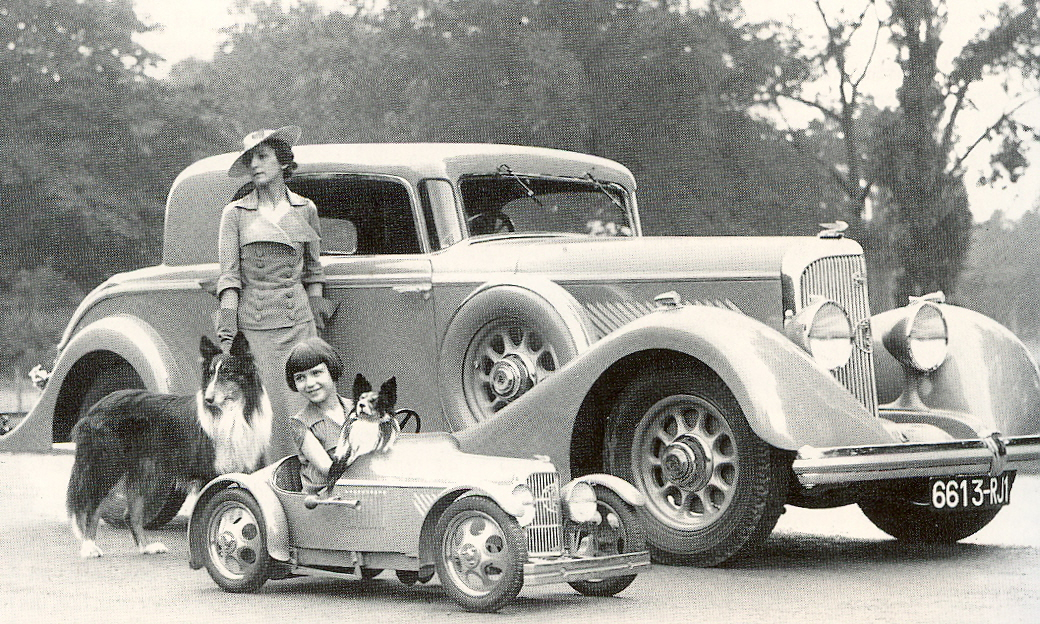
Panhard & Levassor 6CS RL-N Coupé X72 BELKA (1934) na soutěži elegance

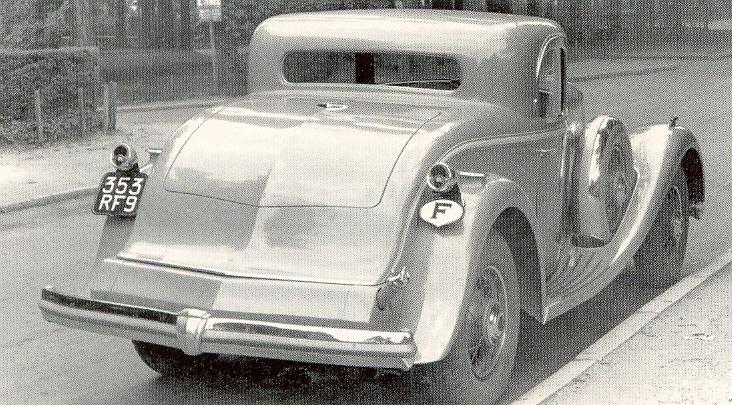
Panhard & Levassor 6CS RL2 Coupé X72 CERAK (1933)

Panhard & Levassor CS je čtyřdveřová luxusní limuzína, kterou v roce 1930 představila francouzská automobilka Panhard & Levassor jako menší verzi svého modelu DS. Písmeno S z francouzského surbaissé označovalo rám mezi nápravami, pomocí kterého bylo možno dosáhnout nižší světlosti vozu.
První vyráběné vozy modelové řady 6 CS byly osazeny bezventilovým šoupátkovým řadovým šestiválcem o objemu 2 344 cm³ (13 CV). Vozy 6 CS byly vyráběny jako čtyřmístné limuzíny (Berline), kupé a kabriolety. Od většího modelu DS se lišily hlouběji usazenými světlomety. Do doby nahrazení svým nástupcem v roce 1932 bylo vyrobeno 1 028 automobilů 6 CS.
Paralelně byl produkován 6 CS Spécial, jehož motor měl objem zvýšený na 2 516 cm³ (14 CV). Tohoto typu bylo do roku 1933 postaveno 1 310 kusů.
1932 byl 6 CS nahrazen typem 6 CS RL. Motor byl shodný. RL znamenalo „roue libre“ a označovalo rychloběh. Prodloužená verze byla označena 6 CS RL2. Od roku 1935 se vozy jmenovaly už jen CS. Do zastavení výroby typu v roce 1936 bylo vyrobeno 2 173 exemplářů.
V roce 1934 byla karoserie přepracována: největším zlepšením verze označované „Panoramique“ bylo trojdílné čelní okno, sestávající z hlavního okna a dvou postranních. Automobily nesly doplňkové označení RL-N. Ve stejném roce byl nahrazen model 6 CS Spécial silnějším CS Spécial s ještě větším motorem o objemu 2 861 cm³ (16 CV). Tohoto modelu bylo do roku 1938 postaveno 1 535 kusů.
V roce 1936 přišla firma s nástupcem vozů CS i DS – vozem Panhard & Levassor Dynamic.